# スティーヴン・L・トンプスン
スティーヴン・リン・トンプスン（Steven Lynn Thompson, 1948年 - ）は、アメリカ合衆国の著作家。テキサス州サンアントニオ出身。

## 略歴
カリフォルニア大学バークレー校を卒業後、アメリカ空軍に勤務する。退役後は『カー・アンド・ドライバー』誌の責任編集者を務める。
1980年、最初の小説『A-10奪還チーム 出動せよ』を上梓した。景山民夫の小説『虎口からの脱出』はこの小説にインスパイアされて書かれた。
日本語訳は『A-10』を含め4作が出版されたが、3・4作目は日本の出版社からの依頼により執筆された。4作目の訳者後書きには『TOPSPIN』『WARBIRDS』の2作を脱稿と書かれているが、出版されていない。

## 作品リスト
- A-10奪還チーム 出動せよ（Recovery, 1980年）
- サムソン奪還指令（Countdown to China, 1982年）
- 鉄血作戦を阻止せよ（Bismarck Cross, 1983年）
- ワイルド・ブルー (The Wild Blue, 1985年）
- 上空からの脅迫（Airburst, 1987年）
- Top End （1989年） 日本語訳未刊
- Bodies in Motion （2008年） 日本語訳未刊
- Steven L. Thompson （2010年） 日本語訳未刊